# أوسكار فورسمان
أوسكار فورسمان (بالفنلندية: Oskar Forsman)‏ هو مجدف فنلندي، ولد في 13 أغسطس 1878 في إسبو في فنلندا، وتوفي في 19 ديسمبر 1957 في هلسنكي في فنلندا.

## وصلات خارجية
- أوسكار فورسمان على موقع الاتحاد الدولي للتجديف (الإنجليزية)
- أوسكار فورسمان على موقع أوليمبيديا (الإنجليزية)